# نيلز دي باو
نيلز دي باو هو لاعب كرة قدم بلجيكي في مركز الدفاع، ولد في 19 يناير 1996. لعب مع فاسلاند بيفيرين.

## وصلات خارجية
- نيلز دي باو على موقع قاعدة بيانات كرة القدم.إي يو (الإنجليزية)
- نيلز دي باو على موقع Soccerway.com (الإنجليزية)